# ترافيس كورتيس
ترافيس كورتيس (بالإنجليزية: Travis Curtis)‏ هو لاعب كرة قدم أمريكية أمريكي، ولد في 27 سبتمبر 1965 في واشنطن العاصمة في الولايات المتحدة.

## وصلات خارجية
- ترافيس كورتيس على موقع مرجع كرة القدم المحترفة.كوم (الإنجليزية)